# Zhao Jie
Zhao Jie, född 13 oktober 2002, är en kinesisk friidrottare som tävlar i släggkastning.

## Karriär
Vid asiatiska spelen 2022 tog hon silver och vid asiatiska mästerskapen 2023 tog hon guld i släggkastning. Vid OS 2024 tog Zhao Jie brons i släggkastning.